# جعفرآباد (نهاوند)
جعفرآباد (نهاوند)، روستایی از توابع بخش خزل شهرستان نهاوند در استان همدان ایران است.

## جمعیت
این روستا در دهستان سلگی قرار دارد و براساس سرشماری مرکز آمار ایران در سال ۱۳۹۵، جمعیت آن ۱۶۱ نفر (۴۹خانوار) بوده‌است.